# Lac Assal
Pour les articles homonymes, voir Assal.
Le lac Assal est un lac salé endoréique situé en Afrique de l'Est, dans le centre de Djibouti. Avec une altitude de 155 mètres, sous le niveau de la mer, c'est le point le plus bas d'Afrique et le troisième point le plus bas de la planète après le lac de Tibériade et la mer Morte.

## Géographie

### Localisation

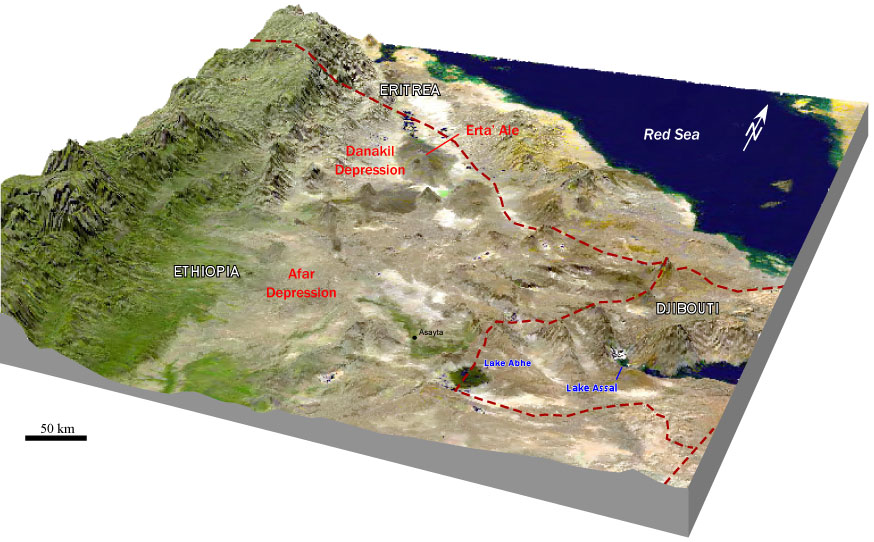
Vue en perspective, texturé par une image satellite et légendé du relief de la dépression de l'Afar vue depuis le sud-est.

Le lac Assal est situé dans le centre de Djibouti, à la jonction des régions d'Arta, de Dikhil et de Tadjourah, dans l'est de la dépression de l'Afar, à une altitude de 155 mètres sous le niveau de la mer ce qui fait de lui le point le plus bas du continent africain,. Il s’inscrit dans un graben encadré par deux horsts, ensemble formé par l’ouverture de la vallée du Grand Rift. Il est séparé du Ghoubbet-el-Kharab, qui constitue le prolongement du golfe d’Aden via le golfe de Tadjourah, par le volcan Ardoukôba qui a connu sa dernière éruption du 7 au 14 novembre 1978. Son niveau très bas (−155 m) et les très faibles précipitations font qu'il est essentiellement alimenté en eau de mer au travers de fissures depuis le Ghoubbet.

### Hydrologie

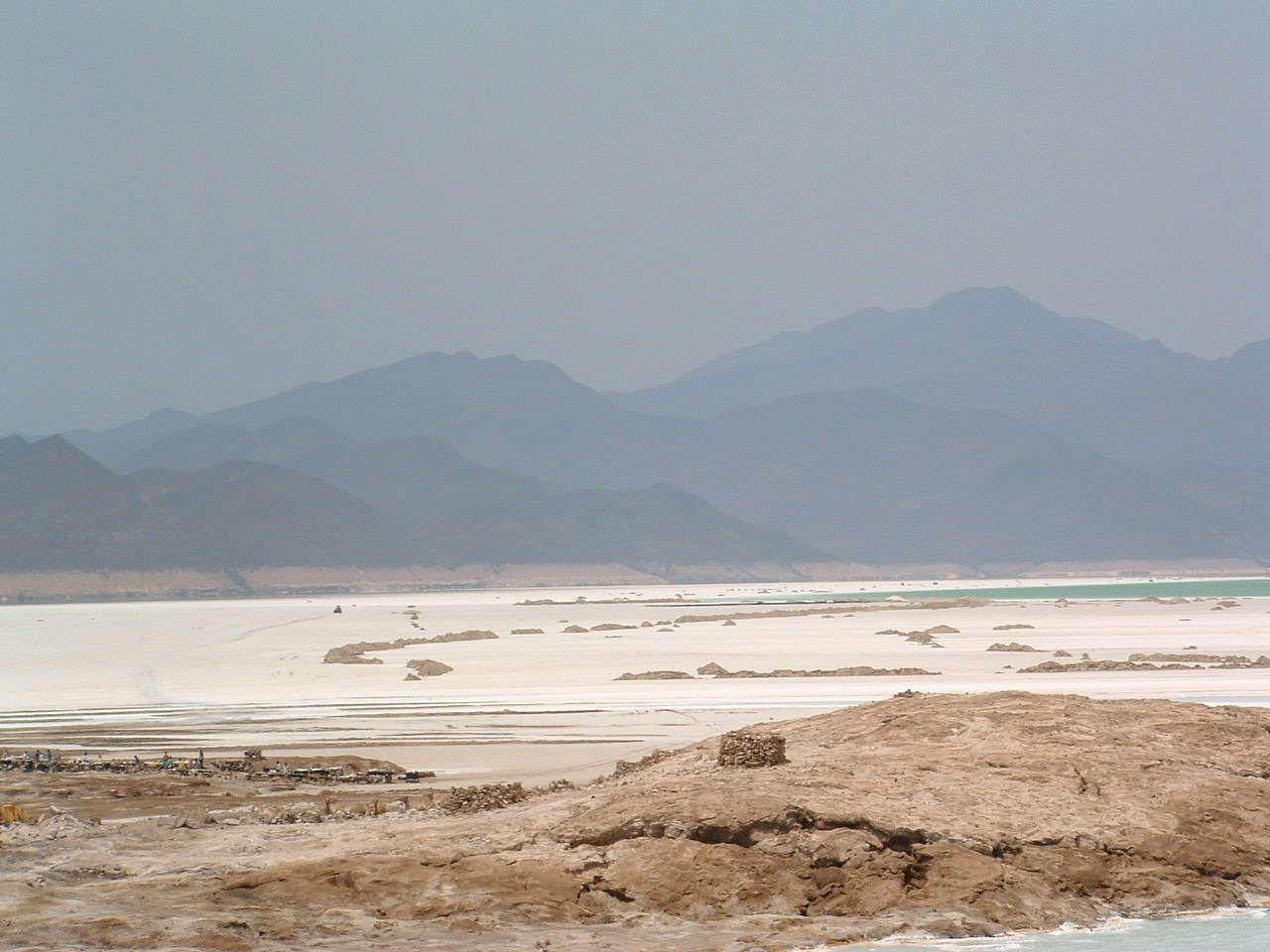
Exploitation du sel déposé par l’assèchement du lac Assal.

Les eaux du lac Assal sont extrêmement minéralisées avec une concentration de minéraux de 348 grammes par litre, soit dix fois plus que l’eau de mer et davantage que la mer Morte. Il est considéré comme le lac le plus salé du monde.
Les apports en eau du lac sont irréguliers : les oueds, généralement à sec en surface hormis l’oued Kalou, peuvent apporter à la suite d’un orage suffisamment d’eau pour recouvrir la plaine de sel de plusieurs centimètres d’eau[réf. nécessaire]. Il existe plusieurs sources à débit assez faible sur les bordures du rift apportant au lac une eau généralement assez chaude et minéralisée (l’eau de la source de Korile est à 82 °C). Une de ces sources, située au sud-est du lac, est en fait une infiltration d’eau de mer[réf. nécessaire].
Ces apports hydriques sont contrebalancés par une intense évaporation accentuée par une température élevée, la sécheresse et la force du vent dans cette zone. Cette évaporation atteint 8 mètres cubes par seconde si on ne considère que le lac et jusqu’à 17 mètres cubes par seconde si on prend aussi en compte la plaine de sel.

### Géologie

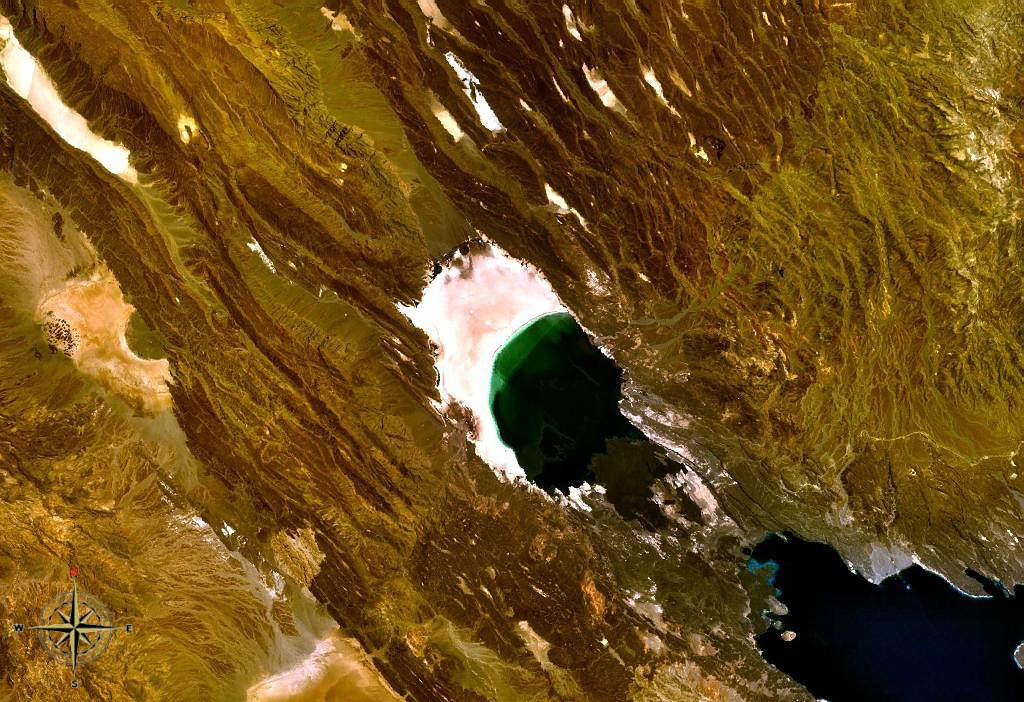
Image satellite du lac Assal, de ses dépôts de sel, de l’Ardoukôba et du Ghoubbet-el-Kharab.

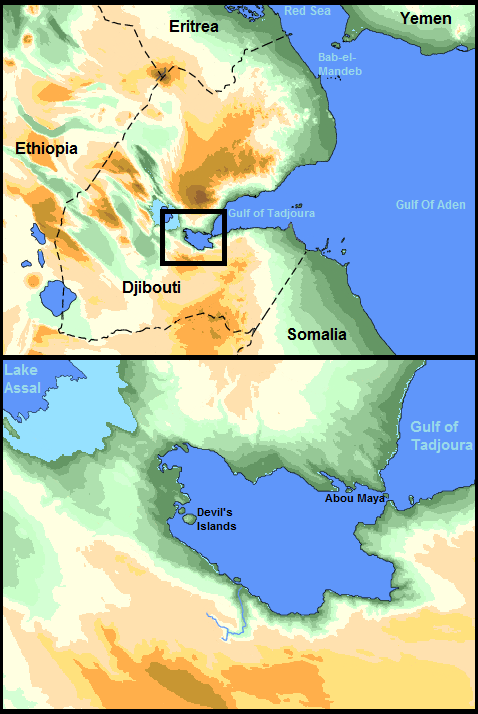
Le lac est sur le rift actif Asal-Ghoubbet, dans l'axe d'un futur bras de mer qui reliera la mer Rouge à l'océan Indien.

Depuis 10 000 ans, une étendue lacustre se trouve dans cette région du rift africain. À cette époque au climat bien plus humide qu’actuellement, le lac était plus étendu et était plus élevé de 80 mètres. Vers 5300 av. J.-C., le climat devenant plus sec, le lac commença à s’assécher et à régresser peu à peu, ce qui entraîna une augmentation graduelle de la concentration en sels minéraux de ses eaux.
Dans la dépression du lac Assal, le sol est tapissé ou encroûté de milliards de cristaux, de gerbes et de rosaces de gypse translucide, parfois cristallisé en « fer de lance ». Ces cristaux, généralement de couleur jaune miel, peuvent atteindre jusqu’à 15 centimètres de longueur. Ils peuvent se former sur n’importe quel support (roche, débris végétal, etc.) mais aussi sur le fond du lac qui est constellé de paillettes de gypse. L’accumulation de ces cristaux peut former des buttes de dimensions métriques voire décamétriques.
Au nord-ouest du lac, au niveau de la plaine de sel, se déposent des couches de sel gemme ou halite. Ces couches de 10 à 30 centimètres d’épaisseur alternent avec des niveaux d’eau très salée sur une épaisseur totale variant de 20 à 24 mètres. Les cristaux de halite peuvent parfois atteindre un centimètre de côté. Certains, battus par les vagues du lac, s’arrondissent et, roulés par les flots, peuvent devenir des billes de sel de plusieurs centimètres de diamètre.
En 1972, le volcanologue Haroun Tazieff convainc l'IGN d'installer dans la région un réseau de télémesure pour quantifier la tectonique des plaques. Des bornes, avec repérage au théodolite, doivent permettre de mesurer l'écartement des plaques africaine et arabique, témoins de l'expansion des fonds océaniques et de l'ouverture du rift d'Assal-Ghoubbet. Ce dispositif de mesure est entrepris chaque année, sans aucun succès, jusqu'à l'éruption de l'Ardoukôba en 1978 et la crise volcano-sismique associée, qui se traduisent par un écartement maximum de 2,40 m, une subsidence du plancher du rift de 70 cm, et un relèvement des bordures du rift de 18 cm,. Les mesures effectuées sur ce réseaux depuis la crise sismo-volcanique de l'Ardoukoba ont permis de mettre en évidence des mouvements (horizontaux et verticaux) atteignant plusieurs centimètres, avec notamment une extension horizontale de 6±1 cm/an entre 1979 et 1987, et de 1.5±1 cm/an entre 1988 et 2000,.

### Climat
Le climat est aride et c’est l’un des endroits les plus chauds de la planète. Il peut faire plus de 55 °C. Il ne pleut que très rarement[réf. nécessaire].

### Faune et flore
Le lac Assal est quasiment azoïque. Seuls quelques petits poissons vivent dans les eaux apportées par les sources dont la salinité ne dépasse guère trente grammes par litre en général mais ces poissons sont tués s’ils entrent dans les eaux très minéralisées du lac[réf. nécessaire].
De même, il n’y a pas de végétaux dans le lac, juste quelques débris végétaux apportés par les oueds en crue[réf. nécessaire].

## Économie

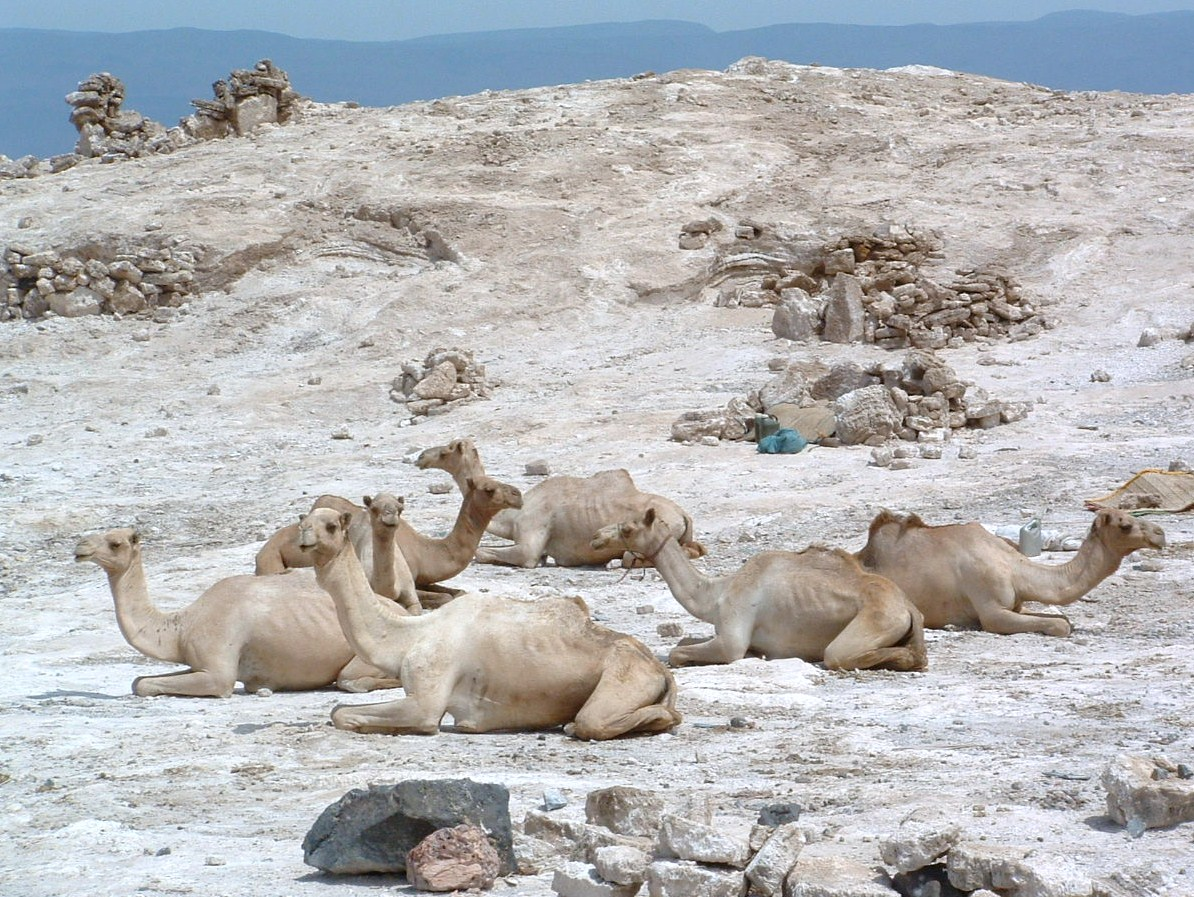
Dromadaires au bord du lac Assal.

Le sel du lac Assal fait l’objet d’une extraction à grande échelle depuis la fin du conflit entre l'Éthiopie et l’Érythrée en 2018. Le lac possède les plus grandes réserves de sel inexploitées au monde, soit au total environ 100 millions de tonnes,. L'or blanc est destiné à l’intérieur de la Corne africaine. Le sel, généralement transporté par des caravanes de dromadaires, est échangé contre d’autres denrées, parfois dans des régions aussi éloignées que le Tibesti ou le lac Tchad[réf. nécessaire].

## Protection de l'environnement
Le lac est une zone protégée dans le cadre du Plan national d'action environnemental de Djibouti de 2000. Cependant, la loi ne définit pas les limites du lac. L'exploitation du sel du lac étant incontrôlée, le plan a souligné la nécessité de gérer l'exploitation pour éviter un impact négatif sur l'environnement du lac. Le gouvernement de Djibouti a lancé une proposition avec l'UNESCO pour déclarer la zone du lac Assal et le volcan Ardoukoba comme site du patrimoine mondial. 